# Lésigny (Seine-et-Marne)
Lésigny ist eine französische Gemeinde mit 7015 Einwohnern (Stand 1. Januar 2022) im Département Seine-et-Marne in der Region Île-de-France. Sie gehört zum Arrondissement Torcy und zum Kanton Ozoir-la-Ferrière. Die Einwohner nennen sich Lésigniens.

## Lage
Lésigny liegt 25 Kilometer südöstlich von Paris. Nachbargemeinden sind unter anderem Férolles-Attilly, Ozoir-la-Ferrière und Servon.

## Geschichte
Auf dem Gebiet von Lésigny wurde eine römische Villa entdeckt.

## Bevölkerungsentwicklung
Die ungewöhnliche Bevölkerungsentwicklung nach 1968 ist auf den zahlreichen Bau von Eigenheimen zurückzuführen.
| Jahr      | 1962 | 1968 | 1975 | 1982 | 1990 | 1999 | 2007 |
| Einwohner | 315  | 362  | 6572 | 7114 | 7865 | 7647 | 7553 |

## Sehenswürdigkeiten
Siehe auch: Liste der Monuments historiques in Lésigny (Seine-et-Marne)
- Kirche Saint-Yon, erbaut Anfang des 16. Jahrhunderts (Monument historique)
- Schloss, das Château de Poncher, auch Château de Lésigny, erbaut ab dem 16. Jahrhundert

## Gemeindepartnerschaften
- Leingarten im Landkreis Heilbronn (Baden-Württemberg), Deutschland
- Asola in Italien

## Persönlichkeiten
- Concino Concini (1569–1617), Maréchal d’Ancre
- Jean Roucas, Humorist
- Michel Jazy (1936–2024), Leichtathlet
- Roger Lemerre (* 1941), ehemaliger Trainer der französischen Fußballnationalmannschaft
- Claude Serre (1938–1998), Cartoonzeichner
- Andy Emler (* 1958), Jazzpianist
- Thierry Lhermitte (* 1952), Schauspieler